# Ptychadena mascareniensis
Ptychadena mascareniensis é uma espécie de anfíbio da família Ranidae.

## Distribuição geográfica

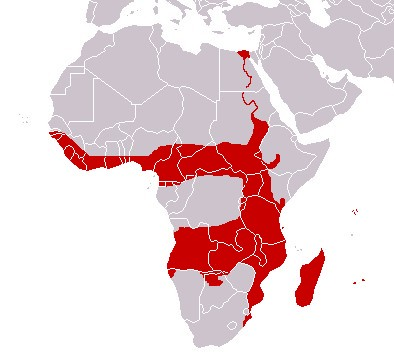

Pode ser encontrada nos seguintes países: Angola, Botswana, Camarões, República Centro-Africana, República Democrática do Congo, Costa do Marfim, Egipto, Guiné Equatorial, Etiópia, Gabão, Gana, Guiné, Guiné-Bissau, Quénia, Libéria, Madagáscar, Malawi, Maurícia, Moçambique, Namíbia, Nigéria, Ruanda, Reunião, Senegal, Seychelles, Serra Leoa, África do Sul, Sudão, Tanzânia, Zâmbia e Zimbabwe.

## Habitats
Os seus habitats naturais são: florestas secas tropicais ou subtropicais , florestas subtropicais ou tropicais húmidas de baixa altitude, pântanos subtropicais ou tropicais, regiões subtropicais ou tropicais húmidas de alta altitude, savanas áridas, savanas húmidas, matagal árido tropical ou subtropical, matagal húmido tropical ou subtropical, matagais mediterrânicos, campos de gramíneas subtropicais ou tropicais secos de baixa altitude, campos de gramíneas de baixa altitude subtropicais ou tropicais sazonalmente húmidos ou inundados, campos de altitude subtropicais ou tropicais, rios, rios intermitentes, áreas húmidas dominadas por vegetação arbustiva, pântanos, lagos de água doce, lagos intermitentes de água doce, marismas de água doce, marismas intermitentes de água doce, costas arenosas, terras aráveis, pastagens, plantações , jardins rurais, áreas urbanas, florestas secundárias altamente degradadas, áreas de armazenamento de água, lagoas, lagoas para aquicultura, terras irrigadas, áreas agrícolas temporariamente alagadas e canais e valas.